# Gouvernement Vivas VI
Ceuta
Vivas V Vivas VII
Le gouvernement Vivas VI (en espagnol : Sexto Gobierno de Juan Jesús Vivas) est le gouvernement de Ceuta en fonction entre le 21 juin 2019 et le 23 juin 2023, sous la législature 2019-2023 de l'Assemblée.

## Historique du mandat
Ce gouvernement est dirigé par le président de Ceuta conservateur sortant Juan Jesús Vivas. Il est constitué du seul Parti populaire. Il dispose de 9 députés sur 25, soit 36 % des sièges de l'Assemblée.
Il est formé à la suite des élections locales du 26 mai 2019.
Il succède donc au cinquième gouvernement du conservateur Juan Jesús Vivas, au pouvoir depuis juin 2015, constitué lui aussi du seul Parti populaire.

### Formation
Le scrutin de mai 2019 marque la perte de la majorité absolue du Parti populaire qui obtient 9 sièges, la hausse du Parti socialiste ouvrier espagnol (PSOE) avec 7 sièges et l'irruption de Vox avec 6 sièges. Les trois derniers sièges sont partagés par les partis locaux. Juan Jesús Vivas, candidat du PP, indique refuser tout accord avec Vox. Dans l'incapacité de former un gouvernement de gauche, le PSOE choisit de s'abstenir afin de faciliter la réélection de Vivas à la présidence. Celui-ci forme un gouvernement minoritaire du seul PP,.

## Composition

### Initiale
| Fonction                                                             | Nom | Nom                               | Parti |
| -------------------------------------------------------------------- | --- | --------------------------------- | ----- |
| Président                                                            |     | Juan Jesús Vivas Lara             | PP    |
| Vice-présidente Conseillère à la Présidence et au Gouvernement       |     | María Isabel Deu del Olmo         | PP    |
| Conseiller à l'Éducation et à la Culture                             |     | Carlos Rontomé Romero             | PP    |
| Conseillère à l'Équipement et à l'Environnement                      |     | Kissy Chandiramani Ramesh         | PP    |
| Conseiller à la Santé, aux Services sociaux et à l'Égalité           |     | Francisco Javier Guerrero Gallego | PP    |
| Conseiller à l'Économie, aux Finances et à l'Administration publique |     | Alberto Ramón Gaitán Rodríguez    | PP    |
| Conseillère à la Jeunesse et au Sport                                |     | Lorena Miranda Dorado             | PP    |
| Conseiller aux Services urbains et au Patrimoine naturel             |     | Yamal Dris Mojtar                 | PP    |

### Remaniement du3 mars 2020
- Les nouveaux conseillers sont indiqués en gras, ceux ayant changé d'attributions en italique.

| Fonction                                                                                | Nom | Nom                                                     | Parti |
| --------------------------------------------------------------------------------------- | --- | ------------------------------------------------------- | ----- |
| Président                                                                               |     | Juan Jesús Vivas Lara                                   | PP    |
| Première vice-présidente Conseillère à la Présidence et aux Relations institutionnelles |     | María Isabel Deu del Olmo                               | PP    |
| Deuxième vice-président Conseiller à l'Éducation et à la Culture                        |     | Carlos Rontomé Romero                                   | PP    |
| Troisième vice-président Conseiller à la Santé, à la Consommation et au Gouvernement    |     | Francisco Javier Guerrero Gallego (jusqu'au 27/01/2021) | PP    |
| Conseillère aux Finances, à l'Économie et à la Fonction publique                        |     | Kissy Chandiramani Ramesh                               | PP    |
| Conseillère aux Services sociaux                                                        |     | Dunia Mohamed Mohand                                    | PP    |
| Conseiller à l'Équipement et au Tourisme                                                |     | Alberto Ramón Gaitán Rodríguez                          | PP    |
| Conseillère à la Jeunesse et au Sport                                                   |     | Lorena Miranda Dorado                                   | PP    |
| Conseiller à l'Environnement et aux Services urbains                                    |     | Yamal Dris Mojtar                                       | PP    |

### Remaniement du12 février 2021
- Les nouveaux conseillers sont indiqués en gras, ceux ayant changé d'attributions en italique.

| Fonction                                                                                | Nom | Nom                            | Parti |
| --------------------------------------------------------------------------------------- | --- | ------------------------------ | ----- |
| Président                                                                               |     | Juan Jesús Vivas Lara          | PP    |
| Première vice-présidente Conseillère à la Présidence et aux Relations institutionnelles |     | María Isabel Deu del Olmo      | PP    |
| Second vice-président Conseiller à l'Éducation et à la Culture                          |     | Carlos Rontomé Romero          | PP    |
| Conseiller à la Santé, à la Consommation et au Gouvernement                             |     | Alberto Ramón Gaitán Rodríguez | PP    |
| Conseillère aux Finances, à l'Économie et à la Fonction publique                        |     | Kissy Chandiramani Ramesh      | PP    |
| Conseillère aux Services sociaux                                                        |     | Dunia Mohamed Mohand           | PP    |
| Conseiller à l'Équipement et au Tourisme                                                |     | Alejandro Ramírez Hurtado      | PP    |
| Conseillère à la Jeunesse et au Sport                                                   |     | Lorena Miranda Dorado          | PP    |
| Conseiller à l'Environnement et aux Services urbains                                    |     | Yamal Dris Mojtar              | PP    |